# Arrondissement Marseille
Arrondissement Marseille je francouzský arrondissement ležící v departementu Bouches-du-Rhône v regionu Provence-Alpes-Côte d'Azur. Člení se dále na 30 kantonů a 21 obcí.

## Kantony
| - Allauch - Aubagne-Est - Aubagne-Ouest - La Ciotat - Marseille-La Belle-de-Mai - Marseille-Belsunce - Marseille-La Blancarde - Marseille-Le Camas - Marseille-La Capelette - Marseille-Les Cinq-Avenues - Marseille-Les Grands-Carmes - Marseille-Mazargues - Marseille-Montolivet - Marseille-Notre-Dame-du-Mont - Marseille-Notre-Dame-Limite | - Marseille-Les Olives - Marseille-La Pointe-Rouge - Marseille-La Pomme - Marseille-La Rose - Marseille-Saint-Barthélemy - Marseille-Sainte-Marguerite - Marseille-Saint-Giniez - Marseille-Saint-Just - Marseille-Saint-Lambert - Marseille-Saint-Marcel - Marseille-Saint-Mauront - Marseille-Les Trois Lucs - Marseille-Vauban - Marseille-Verduron - Roquevaire |